# Confederazione Perù-Bolivia
La Confederazione Perù-Bolivia o Confederazione Peruviano-Boliviana era una Confederazione composta da tre stati: lo Stato peruviano del nord, lo Stato peruviano del sud, entrambi creati con la divisione della Repubblica del Perù, e lo Stato boliviano, una Repubblica che era sotto il comando supremo del maresciallo boliviano Andrés de Santa Cruz, uno dei vincitori della battaglia di Ayacucho. Santa Cruz assunse la carica di protettore della Confederazione Perù-Boliviana nel 1836, mentre era presidente della Repubblica di Bolivia (1829-1839). La Confederazione esisteva da tre anni e la sua formazione non sarebbe potuta essere efficace se non avesse avuto l'appoggio dei peruviani alleati del presidente peruviano Luis José de Orbegoso.
Sebbene la sua creazione istituzionale sia nata con la dichiarazione della Costituzione nel 1837, la sua istituzione di fatto risaliva al 1836, con la fine della guerra tra Salaverry e Santa Cruz. Durò fino al 1839, con il suo scioglimento proclamato dal generale Agustín Gamarra, restauratore del presidente peruviano che, insieme ai peruviani contrari al progetto Santa Cruz e ai governi del Cile e della Confederazione Argentina, dichiararono guerra alla Confederazione. L'esercito Unito di Restauro, formato dall'esercito cileno e dalle truppe riparatrici peruviane sotto i comandi del generale cileno Manuel Bulnes e il maresciallo Agustín Gamarra, sconfissero l'esercito della Confederazione, composto dall'esercito boliviano e dalle truppe confederate peruviane, nella battaglia di Yungay il 20 gennaio 1839.

## Storia

### Unione
All'inizio del XIX secolo, Simón Bolívar propose l'idea di creare una grande nazione, in coincidenza con Andrés de Santa Cruz, che pensava di unire Perù e Bolivia in un unico paese, quest'ultimo noto colloquialmente come Alto Perú. L'idea di unire entrambi i paesi era il sentimento generale di diversi influenti leader politici in Perù (Francisco Xavier de Luna Pizarro, José María de Pando, Manuel Lorenzo de Vidaurre, Agustín Gamarra, ecc.), cercando di reintegrare i due Perù ( "Alto" e "Basso"), con solo discrepanze nella forma del "sindacato"; confederazione o unione.
Intorno al 1835, intrighi politici provocarono rivolte e divisioni in Perù, portando al caos. Per frenare i tentativi rivoluzionari del maresciallo Agustín Gamarra nel sud, il presidente Luis José de Orbegoso si dirisse a Cusco. In sua assenza, il sergente Pedro Becerra si ribellò a Callao nelle prime ore del 1º gennaio 1835, sequestrando il Castillo del Real Felipe. L'insurrezione fu repressa pochi giorni dopo dal generale di divisione Felipe Santiago Salaverry, proclamandosi Capo supremo della Repubblica. Così, il 23 febbraio 1835 in Perù, con Luis José de Orbegoso come presidente costituzionale, Felipe Santiago Salaverry prese il controllo del paese con la forza, anche se è vero che Orbegoso rimase al controllo del sud del paese.
Seguirono mesi di incertezza e ansia, culminati nel patto tra Luis José de Orbegoso e il presidente della Bolivia, il generale Andrés de Santa Cruz, per unire le due repubbliche in una confederazione. Cercando di consolidare il suo governo, il leader del colpo di stato Salaverry marciò a sud per combattere Santa Cruz, che aveva attraversato il confine peruviano-boliviano con un di un grande esercito, su richiesta di Orbegoso.
Grandi battaglie furono combattute: Gramadal, Puente de Arequipa, Uchumayo, con risultati favorevoli per Salaverry; ma, il 7 febbraio 1836, nella battaglia decisiva di Socabaya, nei pressi di Arequipa, trionfò Santa Cruz. Salaverry fu sconfitto e processato dalla corte marziale e condannato a morte per insubordinazione al presidente costituzionale. Così, dopo la battaglia di Socabaya, si costituì la Confederazione Perù-Boliviana, di cui Santa Cruz era capo con ampi poteri, sollecitando la riorganizzazione del Paese, attraverso la creazione di una confederazione formata dalla Repubblica di Bolivia, e da due nuovi stati emersi dalla Repubblica del Perù, lo Stato del Perù settentrionale e lo Stato del Perù meridionale.